# Mary Lou Soffa
Mary Lou Ehnot Soffa (* 20. Jahrhundert) ist eine US-amerikanische Informatikerin und Hochschullehrerin. Sie ist Owen R. Cheatham-Professorin für Naturwissenschaften an der Fakultät für Informatik an der University of Virginia.

## Leben und Werk
Soffa erwarb einen Bachelor of Science-Abschluss und nahm eine Stelle als Programmiererin im General Electric Research Laboratory in Schenectady an, wo sie für die Programmierung in Fortran ausgebildet wurde.  Nach einem Jahr zog sie mit ihrem Ehemann an die Graduiertenschule an der Ohio State University, wo sie Programmierkurse in Fortran unterrichtete, da es zu dieser Zeit noch keine Informatikabteilung gab. Nach ihrem Master-Abschluss  promovierte sie 1977 in Mathematik bei Gary Lindstrom an der University of Pittsburgh mit der Dissertation: Methodology and Experimentation in Control.
Von 1977 bis 2004 war sie an der University of Pittsburgh tätig, wo sie 1983 zur Associate Professorin und 1990 zur Professorin befördert wurde. Von 1991 bis 1996 war sie dort Dekanin für Graduiertenstudien am College of Arts and Sciences. Von 2004 bis 2012 war sie Vorsitzende des Department of Computer Science an der University of Virginia, wo sie 2004 zur Owen R. Cheatham Professor of Sciences ernannt wurde.
Sie war zehn Jahre lang im Vorstand der Computing Research Association (CRA). Sie war Co-Vorsitzende und Mitglied des CRA-W-Vorstands und Mitbegründerin des CRA-W Graduate Cohort Program und des CRA-W Mentoring Program for Associate Professors. Von 2000 bis 2016 war sie Mitglied des ACM Council. Sie war Mitglied des Redaktionsausschusses einer Reihe von Zeitschriften, darunter  ACM Transactions on Programming Languages and Systems und IEEE Transactions on Software Engineerin. Sie war Mitglied des Exekutivkomitees von ACM SIGSOFT und SIGPLAN und Mitglied der IEEE Computer Society. Sie ist derzeit Mitglied des ACM Publication Board und wurde 2008 in das ACM Executive Committee gewählt.
Ihre Forschungsinteressen umfassen die Optimierung von Compilern, virtuellen Ausführungsumgebungen, Programmanalyse, Softwaresicherheit und Softwaresysteme für Mehrkernarchitekturen. Sie hat über 175 Artikel veröffentlicht und 32 Doktoranden und Doktorandinnen betreut. Im Februar 2022 betrug ihr h-Index 77.

## Auszeichnungen und Ehrungen (Auswahl)
- 1999: ACM Fellow[4]
- 1999: Presidential Award for Excellence in Science[5]
- 2003: Girl Scout Woman of Distinction
- 2006: Nico-Habermann-Preis der Computing Research Association (CRA)
- 2010: ACM SIGPLAN Distinguished Service Award[6]
- 2011: Anita Borg Technical Leadership Award
- 2012: Ken Kennedy Award
- 2013: IEEE Fellow[7]
- 2014: SIGSOFT Influential Educator Award
- 2015: IEEE 2015 TCSE Software Engineering Women in Science and Engineering Leadership Award (WISE)
- 2017: 50. Distinguished Alumni Award bei der 50. Feier des Department of Computer Science der University of Pittsburgh.
- 2020: School of Engineering Distinguished Faculty Award

## Veröffentlichungen (Auswahl)
- mit S. Katz, J. Aronis, D. Allbritton, C. Wilson: Gender and Race in Predicting Achievement in Computer Science. IEEE Technology and Society, Special Issue on Women and Minorities in Information Technology, Volume 22, 3, S. 20–27, 2003.
- mit S. Katz, J. Aronis, D. Allbritton, C. Wilson: An Experiment to Identify Predictors of Achievement in an Introductory Computer Science Course. ACM Conference on Computer Personnel Research, 2003.
- mit, A. Balcita, D. Carver: Shortchanging the Future of Information Technology:  The Untapped Resource, ACM SIGCSE Inroads, Special Issue on Women and Computing, June 2002.